# Randall Rodríguez
Pour les articles homonymes, voir Rodríguez.
Randall Jonas Rodríguez Lucas, plus simplement connu sous le nom de Randall Rodríguez, né le 29 novembre 2003 à Maldonado, est un footballeur uruguayen qui joue au poste de gardien de but au CA Peñarol.

## Biographie

### Carrière en club
Né à Maldonado en Uruguay, Randall Rodríguez est formé par le CA Peñarol. Il s'y illustre en équipe de jeunes, remportant la Copa Libertadores des moins de 20 ans en 2022,,.
Il participe ainsi même à la première édition de la Coupe intercontinentale des moins de 20 ans,.
Dès 2022, il est présent sur la liste de l'équipe première pour la Copa Libertadores senior. À la mi-saison il prolonge son contrat avec le club le plus titré du championnat uruguayen jusqu'en 2024.

### Carrière en sélection
En mai 2022, Randall Rodríguez est convoqué pour la première fois avec l'équipe d'Uruguay des moins de 20 ans, prenant part à un match amical contre le Pérou.
Le septembre suivant, il prend part aux Jeux sud-américains avec les jeunes uruguayens.
Le 3 janvier 2023, il est appelé par Marcelo Broli pour le Championnat d'Amérique du Sud des moins de 20 ans qui commence à la fin du mois,. Il s'illustre par plusieurs arrêts spectaculaires lors de la compétition,.
L'Uruguay termine deuxième du championnat, ne cédant sa première place au Brésil que lors de la dernière journée, à la faveur d'une défaite contre ces derniers,,.

## Palmarès
CA Peñarol
- Copa Libertadores -20 ans
  - Vainqueur en 2022

 Uruguay -20 ans
- Coupe du monde
  - Vainqueur en 2023
- Championnat d'Amérique du Sud
  - Vice-champion en 2023